# بورگ-سن-آندئول
بورگ-سن-آندئول (به فرانسوی: Bourg-Saint-Andéol) یک کمون در فرانسه است که در Canton of Bourg-Saint-Andéol واقع شده‌است.

## خصوصیات
بورگ-سن-آندئول ۴۳٫۷۴ کیلومترمربع مساحت و ۷٬۳۲۴ نفر جمعیت دارد و ۷۰ متر بالاتر از سطح دریا واقع شده‌است.